# الجمعية السعودية لعلوم العمران
الجمعية السعودية لعلوم العمران، تأسست الجمعيـة بقرار المجلس العلمي في جامعة الملك سعود عام 1408هـ، وتعمل تحت مظلة إدارة الجمعيات العلمية في وكالة الجامعة للدراسات العليا والبحث العلمي. ومقرها في رحاب كلية العمارة والتخطيط في جامعة الملك سعود.

## بداية الجمعية
بدأ نشاط الجمعية الفعلي عام 1409هـ، كجمعية علمية تعني بشؤون العمران المختلفة، ولتكون جمعية للمختصين والمهتمين بمجالها، وقد حققت منذ نشأتها وحتى الآن انتشاراً واسعاً على المستوى المحلي، حيث افتتحت سبعة عشر فرع لها، وذلك في كل من:
- مكة المكرمة
- المدينة المنورة
- الرياض
- جدة
- الدمام
- الأحساء
- عسير
- حائل
- القصيم
- تبوك
- نجران
- جازان
- الباحة
- عرعر
- الجوف
- الطائف
- ينبع

ويتطلع مجلس إدارة الجمعية في دورته الحالية على إنجاز خطوات بارزة في هذه المرحلة من عمر الجمعية، كما يسعى إلى تفعيل دور الجمعية وتنمية أنشطتها وتأكيد دورها في تنمية قطاع العمران والتوعية بشؤونه، بالإضافة إلى التركيز على أهمية دور الجمعية في خدمة العمران والمهنة والمجتمع عموماً، وفي ظل هذا التوجه تعمل الجمعية على تنفيذ عدد من البرامج الطموحة التي تسعى من خلالها إلى تحسين مستوى التطبيقات العمرانية في المملكة، بما في ذلك مجالات التعليم العمراني في الجامعات السعودية، وفي هذا الإطار تقوم الجمعية بتنظيم الندوات والمعارض والمحاضرات التي تعمل من خلالها على توثيق أواصر التعاون مع جميع الجهات ذات العلاقة بمجال اهتمام الجمعية سواء المحلي أو الدولي.

## أهداف الجمعية
الارتقاء بالفكر والممارسة العمرانية ونشر الوعي العمراني في المملكة العربية السعودية، وتحقق أهدافها من خلال الوسائل التالية:
- إحياء وتطوير التراث الفكري المعماري الإسلامي وذلك بتوثيق وتحليل وتقويم المباني والتكوينات العمرانية التقليدية مع إيجاد السبل للمحافظة عليها.
- إيجاد هوية مميزة للبيئة العمرانية السعودية ترتبط بالبيئة الطبيعية والمناخية المحلية بما يتمشى مع احتياجات المجتمع.
- تشجيع التعاون وتبادل الأفكار بين المختصين في مجالات العمران في القطاعات التعليمية والحكومية والخاصة.
- تبادل الإنتاج العلمي في مجال اهتمامات الجمعية بين الهيئات والمؤسسات المعنية داخل وخارج المملكة.
- تقديم المشورة والقيام بإجراء الدراسات اللازمة لرفع مستوى الأداء المهني في المؤسسات والهيئات العمرانية المختلفة.

## أنشطة الجمعية
- إجراء البحوث العلمية في مجال اهتمامها وما يتصل بها من آفاق المعرفة، ونشر نتائج البحوث وتوزيعها وتبادلها مع الهيئات المعنية.
- عقد المؤتمرات والندوات لبحث القضايا المتصلة بمجالات العمران.
- تقديم الحلقات الدراسية والدورات المكثفة لإطلاع أعضاء الجمعية والمنتمين لها على البحوث والدراسات الجارية والمشروعات الحديثة في مجالات العمارة والتخطيط والتخصصات العمرانية الأخرى.
- تنظيم المسابقات العلمية والثقافية في مجالات اختصاص الجمعية.
- تنظيم سلسلة من المحاضرات في مجال العمران.
- القيام بالرحلات العلمية للأماكن والمواقع ذات القيمة العمرانية التاريخية والحضارية.
- إيجاد منتدى أكاديمي يجمع المختصين في مجالات العمران المختلفة.

## إصدارات الجمعية
صدرت للجمعية السعودية لعلوم العمران منذ تأسيسها مجموعة من المطبوعات، من أهمها:
- نشرة «عمران» وصدر منها عشرون عدداً.
- الدليل الإرشادي في العمران «رواد عالم العمران» وصدر منه عددين.
- مجلة أبحاث العمران، وصدر منها عدد واحد.
- مجلة «الديرة» وصدر منها واحد وعشرون عدداً، وهي مستمرة بالصدور دورياً.[2]